# (36691) 2000 RH7
2000 RH7 (asteroide 36691) é um asteroide da cintura principal. Possui uma excentricidade de 0.02233290 e uma inclinação de 4.25208º.
Este asteroide foi descoberto no dia 1 de setembro de 2000 por LINEAR em Socorro.